# Хайнрих I фон Ронсберг
Хайнрих I фон Ронсберг (на немски: Heinrich I von Ronsberg; * ок. 1140; † пр. 6 септември 1191, Неапол) е граф и маркграф на Ронсберг в Швабия/Бавария.

## Биография
Той е най-големият син на граф Готфрид I фон Ронсберг († между 3 април 1166 и ок. 1170/1172) и съпругата му Кунигунда Баварска († 2 октомври 1140/1147), дъщеря на херцог Хайнрих X от Бавария и Саксония, маркграф на Тоскана († 1139). Брат му Готфрид († 7 октомври 1194) e патриарх на Аквилея (1182 – 1194).
Замъкът Ронсберг е построен ок. 1130 г. над селището Ронсберг в Източен Алгой (Осталгой) от Готфрид и Руперт, синовете на Руперт фон Урзин, и те започват да се наричат „фон Ронсберг“.
Хайнрих фон Ронсберг е между 1171 и 1182 г. често в дворцовия лагер на император Фридрих I Барбароса († 1190) и маркграф Велф VI († 1191) в Аугсбург и през 1182 г. император Фридрих I Барбароса го издига на маркграф като имперски княз.
Родът измира по мъжка линия със синовете му маркграф Бертхолд фон Ронсберг († 2 април 1212) и неженения Улрих (V) граф фон Ронсберг († 24 ноември 1248).

## Фамилия
Хайнрих I фон Ронсберг се жени за Удилхилд фон Гамертинген (* ок. 1145; † сл. 26 октомври 1191, Отобойрен, като монахиня), дъщеря на граф Улрих III фон Гамертинген († ок. 1165) и Аделхайд († пр. 1150). Тя е потомък на граф Улрих I фон Гамертинген († 1110) и Аделхайд фон Дилинген († 1141, Цвифалтен, като монахиня). Те имат осем деца:
- Улрих (V) фон Ронсберг († 24 ноември 1248), граф фон Ронсберг
- Готфрид II фон Ронсберг († 1208), маркграф на Ронсберг, женен за фон Тюбинген, полусестра на пфалцграф Рудолф II фон Тюбинген
- Хайнрих фон Ронсберг (* пр. 1182 – ?)
- Конрад фон Ронсберг (* пр. 1182 – ?)
- Ирмгард фон Ронсберг († 1220/8 май/20 август 1210), омъжена за граф Егино фон Ултен († 8 май/20 август 1210)
- Аделхайд фон Ронсберг († сл. 10 февруари 1205), омъжена за граф Улрих I фон Берг († ок. 22 декември 1209)
- Бертхолд фон Ронсберг († 2 април 1212), маркграф на Ронсберг, женен за фон Елербах
- дъщеря фон Ронсберг, омъжена за пфалцграф Рудолф II фон Тюбинген († 1 ноември 1247)